# Jean Ullberg
Jean Vilgot Ullberg, född 26 augusti 1919 i Annedals församling i Göteborg, död där 29 juni 1988, var en svensk natur- och friluftskonstnär från Göteborg.

## Biografi
Ullberg målade med kniv i alla prima-teknik som är rivet på gammalt traditionell sätt sin färg. Han preparerade sina dukar och pannåer och tillverkade pastellkritor och material.
Ullberg var den första skandinav som ställde ut på museet i Braganca, Portugal (1984 till 1985) vilket blev en stor framgång. Utställningen blev förlängd av kulturministern i 14 dagar, 4 januari 1984 till 14 januari 1985.
Ullberg tillverkade Putridio, hartxz, oljefärger, pastellkritor och prepareringar, det var detta som väckte uppmärksamhet på utställningen, även hans kunskap om pigment och bindemedel blev uppmärksammad.
Jean Ullberg fick av Accademi Italy mottaga en infattad medalj "European Banner of arts".

## Utställningar
- Folkets hus - 1963
- Folkets hus - 1964
- Folkets hus - 1965
- Triana Arts, Hälsingborg - 1965
- Galleri Kusten - 1968
- Galleri 69 - 1969
- Galleri Color - 1970
- Galleri Color - 1971
- Stadsutställning, Västra Frölunda - 1973
- Galleri Mouffe, Paris - 1974
- Galleri Vallombruse, Paris - 1974
- Stadsutställning Järnbrott - 1974
- Vårutställning (mariner), Västra Frölunda - 1975
- Höstutställning, Västra Frölunda - 1975
- Galleri The Different Drummer - 1976
- Marinutställning, Florida USA- 1976
- Sommarutställning, Kungsbacka Kulturhus - 1977
- Höstutställning, Västra Frölunda - 1977
- Västra Frölunda - 1978
- Sommarutställning, Västervik - 1978
- Astorical Museum, USA - 1978
- Galleri Kungsgården - 1979
- Kunstnerhuset Svolvær, Norge - 1979
- Höstutställning, Västra Frölunda - 1980
- Höstutställning Järnbrott - 1981
- Höstutställning Järnbrott - 1982
- Radiotorget, Västra Frölunda - 1983
- Radiotorget, Västra Frölunda - 1984
- Museum, Branganca Portugal - 4/12- 84 till 14/1-85